# Брезова (Свети Криж Зачретје)
Брезова је насељено место у општини Свети Криж Зачретје, Крапинско-загорска жупанија, Хрватска.

## Историја
До територијалне реорганизације у Хрватској била је у саставу старе општине Забок.

## Становништво
У попису становништва из 2011. године, Брезова је имала 287 становника.
| Број становника према пописима | Број становника према пописима | Број становника према пописима | Број становника према пописима | Број становника према пописима | Број становника према пописима | Број становника према пописима | Број становника према пописима | Број становника према пописима | Број становника према пописима | Број становника према пописима | Број становника према пописима | Број становника према пописима | Број становника према пописима | Број становника према пописима | Број становника према пописима |
| ------------------------------ | ------------------------------ | ------------------------------ | ------------------------------ | ------------------------------ | ------------------------------ | ------------------------------ | ------------------------------ | ------------------------------ | ------------------------------ | ------------------------------ | ------------------------------ | ------------------------------ | ------------------------------ | ------------------------------ | ------------------------------ |
| 1857                           | 1869                           | 1880                           | 1890                           | 1900                           | 1910                           | 1921                           | 1931                           | 1948                           | 1953                           | 1961                           | 1971                           | 1981                           | 1991                           | 2001                           | 2011                           |
| 0                              | 0                              | 0                              | 309                            | 179                            | 265                            | 242                            | 253                            | 285                            | 278                            | 270                            | 274                            | 263                            | 287                            | 300                            | 287                            |

Напомена: Године 1857. подаци су садржани у насељу Мирковец. Године 1869. и 1880. није посебно исказивано. До 1991. исказивано под именом Брезово.